# James Winkfield
James Winkfield est un jockey et entraîneur de chevaux de course, né à Chilesburg, dans le Kentucky (États-Unis) le 12 avril 1882 et mort à Maisons-Laffitte, dans les Yvelines (France) le 23 mars 1974. Il est notamment connu pour être le dernier Afro-Américain à avoir remporté le célèbre Kentucky Derby.

## Grandes victoires de James Winkfield
1901 : Tennessee Derby avec Royal Victor

1901 : Latonia Derby avec Hernando

1901 : 1er Kentucky Derby avec His Eminence (propriétaire et entraîneur : Franck B. van Meter)

1902 : 2e Kentucky Derby avec Alan-a-Dale (propriétaire et entraîneur Thomas C. McDowell)

## Carrière internationale
- Moscou Derby
- Bourse de l’Empereur Nicolas II
- Russie Oaks
- Pologne Derby
- Varsovie Derby
- Grand Prix de Baden-Baden (1909)
- Grand Prix de Budapest (1910) avec Eva (propriétaire S. Negropontes ; entraîneur Joë Davies)
- Grand Prix de Budapest (1911) avec Munster (propriétaire S. Negropontes ; entraîneur Joë Davies)
- Prix Eugène Adam
- Prix du Président de la République (1922)
- Grand Prix de Deauville (1922)

## Distinction posthume
Le 9 août 2004, la mémoire de James Winkfield a été honorée par son admission au National Museum of Racing and Hall of Fame de Saratoga, New York. Ainsi James Winkfield a rejoint deux autres grands jockeys afro-américains, Isaac Murphy et Willie Sims.